# Decametra multicirrala
Decametra multicirrala is een haarster uit de familie Colobometridae.
De wetenschappelijke naam van de soort werd in 2002 gepubliceerd door Kogo.